# فرودگاه نیروی هوایی سلطنتی ویتون
فرودگاه نیروی هوایی سلطنتی ویتون (به انگلیسی: RAF Wyton) یک فرودگاه نظامی با کد یاتا QUY است که یک باند فرود آسفالت دارد و طول باند آن ۲۵۱۶ متر است. این فرودگاه در کشور انگلستان قرار دارد و در ارتفاع ۴۱ متری از سطح دریا واقع شده است.